# Ferdinand Desbrest
Ferdinand Pierre Melchior Desbrest est un homme politique français, né le  6 janvier 1838 à Lapalisse (Allier), mort à Vichy (Allier) le 4 juin 1914.
Pharmacien de profession, il est membre de la famille Desbrest, qui joua un rôle dans la vie publique de  Vichy dont il fut le maire de 1893 à 1900.

## Mandats
- Conseiller municipal de Vichy nommé le 4 octobre 1870. Démissionne en 1884, réélu en 1886.
- Premier adjoint au maire de Vichy du 23 juin 1879 à mai 1884.
- Maire de Vichy le 21 mai 1893, réélu le 17 mai 1896. Battu en 1900 par Louis Lasteyras.

## Hommages
- Une rue Desbrest, située entre la rue de Paris et l'avenue Victoria, rappelle son souvenir à Vichy.